# Macropsis haupti
Macropsis haupti är en insektsart som beskrevs av Wagner 1941. Macropsis haupti ingår i släktet Macropsis och familjen dvärgstritar. Inga underarter finns listade i Catalogue of Life.